# 24 Boötis
24 Boötis (g Boötis) é uma estrela na direção da Boötes. Possui uma ascensão reta de 14h 28m 38.09s e uma declinação de +49° 50′ 41.9″. Sua magnitude aparente é igual a 5.58. Considerando sua distância de 308 anos-luz em relação à Terra, sua magnitude absoluta é igual a 0.70. Pertence à classe espectral G3IV.